# Reign
Reign é uma série de televisão estadunidense de ficção histórica, criada por Stephanie SenGupta e Laurie McCarthy, estreou em 17 de outubro de 2013, na The CW, e foi concluída depois de quatro temporadas no dia 16 de junho de 2017. Baseado na verdadeira história de Mary, que foi rainha da Escócia de 14 de dezembro de 1542 a 24 de julho de 1567, e, do seu período na França com o Príncipe Francis onde os dois se casam.
A série conta a história de Mary Stuart, Rainha da Escócia e seu caminho até ao poder, iniciando com sua chegada à França ainda na adolescência e seu noivado com o Príncipe Francis. Acompanhada de suas quatro melhores amigas, Mary precisa sobreviver às intrigas, inimigos e forças obscuras que tomam conta da corte francesa.
Em Portugal, a série estreou no dia 29 de outubro de 2013, no canal TVSéries. No Brasil, a série encontra-se disponível completa no globoplay.
O produtor executivo John Weber revelou que embora a série tenha sido cancelada em 2017 estaria na mesa a continuação de Reign onde Mary Stuart (Adelaide Kane) teria sobrevivido e teria de recuperar o trono de seu filho juntamente com a atual Rainha da França e irmã do amor de toda a sua vida. John disse que “embora esta continuação nada tenha a ver com aquilo que foi a realidade, fãs de Reign são demasiado dedicados para não receberem isso”

## Elenco e personagens
| Intérpretes        | Personagens             | Temporadas | Temporadas | Temporadas | Temporadas | Total de Aparições |
| ------------------ | ----------------------- | ---------- | ---------- | ---------- | ---------- | ------------------ |
| Intérpretes        | Personagens             | 1          | 2          | 3          | 4          | Total de Aparições |
| Adelaide Kane      | Mary Stuart             | Principal  | Principal  | Principal  | Principal  | 78 Eps.            |
| Megan Follows      | Catherine de Medici     | Principal  | Principal  | Principal  | Principal  | 78 Eps.            |
| Celina Sinden      | Greer                   | Principal  | Principal  | Principal  | Principal  | 66 Eps.            |
| Torrance Coombs    | Sebastian "Bash"        | Principal  | Principal  | Principal  | -          | 62 Eps.            |
| Anna Popplewell    | Lola                    | Principal  | Principal  | Principal  | -          | 60 Eps.            |
| Toby Regbo         | Príncipe Francis        | Principal  | Principal  | Recorrente | Convidado  | 49 Eps.            |
| Caitlin Stasey     | Kenna                   | Principal  | Principal  | -          | -          | 44 Eps.            |
| Rossif Sutherland  | Nostradamus             | Principal  | Convidado  | Convidado  | -          | 21 Eps.            |
| Alan van Sprang    | Henry II da França      | Principal  | Convidado  | -          | -          | 21 Eps.            |
| Jonathan Keltz     | Leith                   | Recorrente | Principal  | Principal  | Convidado  | 36 Eps.            |
| Craig Parker       | Lord Narcisse           | -          | Principal  | Principal  | Principal  | 54 Eps.            |
| Rose Williams      | Princesa Claude         | -          | Principal  | Principal  | Principal  | 42 Eps.            |
| Sean Teale         | Luís Conde de Bourbon   | -          | Principal  | -          | -          | 22 Eps.            |
| Rachel Skarsten    | Elizabeth I             | -          | Convidado  | Principal  | Principal  | 30 Eps.            |
| Spencer MacPherson | Charles IX              | -          | -          | Principal  | Principal  | 26 Eps.            |
| Ben Geurens        | Gideon Blackburn        | -          | -          | Principal  | Principal  | 21 Eps.            |
| Will Kemp          | Lord Darnley            | -          | -          | -          | Principal  | 16 Eps.            |
| Recorrentes        |                         |            |            |            |            |                    |
| Michael Therriault | Lord Aloysius Castleroy | Recorrente | Recorrente | Convidado  | Convidado  | 13 Eps.            |
| Katie Boland       | Clarissa                | Recorrente | Convidado  | -          | -          | 9 Eps.             |
| Anna Walton        | Diane de Poitiers       | Recorrente | Convidado  | -          | -          | 5 Eps.             |
| Jenessa Grant      | Aylee                   | Recorrente | -          | -          | -          | 8 Eps.             |
| Yael Grobglas      | Olivia                  | Recorrente | -          | -          | -          | 7 Eps.             |
| Giacomo Gianniotti | Remy "Lord Julian"      | Recorrente | -          | -          | -          | 5 Eps.             |
| Alexandra Ordolis  | Delphine                | -          | Recorrente | Recorrente | -          | 11 Eps.            |
| Ben Aldridge       | Antoine of Navarre      | -          | Recorrente | Convidado  | -          | 7 Eps.             |
| Vicent Nappo       | General Renaude         | -          | Recorrente | -          | -          | 6 Eps.             |
| [Charlie Carrick   | Robert Dudley           | -          | -          | Recorrente | -          | 11 Eps.            |
| Tom Everett Scott  | William                 | -          | -          | Recorrente | -          | 6 Eps.             |
| Clara Pasieka      | Amy Dudley              | -          | -          | Recorrente | -          | 5 Eps.             |
| Nick Lee           | Nicholas                | -          | -          | Recorrente | -          | 5 Eps.             |
| Dan Jeannotte      | James Stuart            | -          | -          | Convidado  | Recorrente | 14 Eps.            |
| Nick Slater        | Henrique III de França  | -          | -          | Convidado  | Recorrente | 10 Eps.            |
| Jonathan Goad      | John Knox               | -          | -          | Convidado  | Recorrente | 9 Eps.             |
| Sara García        | Keira White             | -          | -          | -          | Recorrente | 10 Eps.            |
| Adam Croasdell     | Bothwell                | -          | -          | -          | Recorrente | 9 Eps.             |
| Steve Lund         | Luc Narcisse            | -          | -          | -          | Recorrente | 8 Eps.             |

## Episódios
| Temporada | Temporada | Episódios | Episódios | Originalmente exibido   | Originalmente exibido |
| Temporada | Temporada | Episódios | Episódios | Estreia da temporada    | Final da temporada    |
| --------- | --------- | --------- | --------- | ----------------------- | --------------------- |
|           | 1         | 22        | 22        | 17 de outubro de 2013   | 15 de maio de 2014    |
|           | 2         | 22        | 22        | 2 de outubro de 2014    | 14 de maio de 2015    |
|           | 3         | 18        | 18        | 9 de outubro de 2015    | 20 de junho de 2016   |
|           | 4         | 16        | 16        | 10 de fevereiro de 2017 | 16 de junho de 2017   |

## Recepção
Em sua primeira temporada, Reign teve recepção mista por parte da crítica especializada. Com base em 24 avaliações profissionais, alcançou uma pontuação de 53% no Metacritic.